# Сорокин, Константин Леонтьевич
Константин Леонтьевич Сорокин (3 июня 1901 — 4 мая 1989) — советский военачальник, генерал-лейтенант (08.09.1945).

## Биография
Родился в д. Николаевка Калининского района Саратовской области в крестьянской семье. В РККА с 1920 года. Участник Гражданской войны на Тамбовщине и на Украине.
В 1924 году окончил военно-политическую школу. В 1924—1933 годах политрук эскадрона, роты, военком роты, старший инструктор политотдела дивизии.
В 1937 году окончил Военно-политическую академию им. В. И. Ленина. В 1937—1940 годах в политуправлении Забайкальского ВО, первый заместитель начальника.
С июня 1940 года — начальник отдела политпропаганды 16-й армии. В июне 1941 года присвоено звание бригадный комиссар.
В Отечественную войну с июля 1941 года в составе 16-й армии Западного фронта.
В октябре 1941 года — военком новообразованного 1-го гвардейского стрелкового корпуса, затем член Военного совета вновь образованной 26-й армии. С ноября 1941 года член Военного совета 50-й армии.
С ноября 1942 года начальник политуправления Закавказского фронта, участвовал в освобождении Северного Кавказа.
С июля 1944 по сентябрь 1945 года член Военного совета Забайкальского фронта. Участник войны с Японией.
Продолжал службу в Армии до 1956 года (начальник политотдела Приморского ВО, член Военного совета Карпатского и Поволжского ВО). Выйдя в отставку, работал директором Куйбышевского краеведческого музея. Автор мемуаров.

### Награды
- орден Ленина;
- три ордена Красного Знамени;
- два ордена Отечественной войны I степени;
- орден Красной Звезды;
- орден Суворова 2-й степени;
- медаль «XX лет РККА», другие медали, награды МНР.

Почетный гражданин городов Щекино (20.12.1976), Тула и Калуга (1967). Похоронен в Самаре.

## Фильмы
- На тульском направлении. 1941.